# Chandiablo
Chandiablo es una pequeña localidad en el municipio de Manzanillo, Colima, México. Se encuentra ubicado en las cercanías del Río Marabasco al pie de la Sierra de Manantlán y su población es en su mayoría campesina y ganadera. 
En la orilla del río se pueden alquilar mesas con sombrillas ya que los fines de semana el lugar es un atractivo para familias que gustan de los días de campo, pesca, o natación. Su población es de aproximadamente 850 habitantes y está localizado a 118 metros de altitud.

## Educación
En la localidad se cuenta con la primaria "Ocampo N. Báez" en honor al fallecido profesor colimense. Con relación a la educación secundaria, ésta es ofertada por la Telesecundaria estatal "Octavio Paz". Desde el año 2008 el pueblo cuenta con educación preparatoria por medio del gobierno estatal.

## Desarrollo
Actualmente la localidad está teniendo un gran dinamismo económico social y cultural ya que se desarrollan nuevos centros semiurbanos.